# Luasa Batungile
Luasa Batungile, född 17 september 1967, är en friidrottare från Kongo-Kinshasa. Han deltog vid olympiska sommarspelen 1992.